# تشارلز ودسون
تشارلز ودسون (بالإنجليزية: Charles Woodson) هو لاعب كرة قدم أمريكية أمريكي، ولد في 7 أكتوبر 1976 في فريمونت في الولايات المتحدة.

## وصلات خارجية
- تشارلز ودسون على موقع مرجع كرة القدم المحترفة.كوم (الإنجليزية)
- تشارلز ودسون على موقع IMDb (الإنجليزية)
- تشارلز ودسون على موقع إن إن دي بي (الإنجليزية)
- تشارلز ودسون على موقع قاعدة بيانات الفيلم (الإنجليزية)